# Сто самых влиятельных книг послевоенного периода
«Сто самых влиятельных книг послевоенного периода» — список книг, оказавших большое влияние на интеллектуальную и общественную жизнь, вышедших после Второй мировой войны. Был подготовлен группой известных европейских интеллектуалов и опубликован в литературном приложении газеты The Times в 1995 году.

## История создания
Публикация списка была связана с основанной в 1986 году проектом помощи независимым восточноевропейским писателям и издателям, проживавшим как у себя на родине, так и в изгнании . В этой инициативе под названием «Центрально и Восточноевропейский издательский проект» участвовали ряд известных европейских интеллектуалов. Первоначальной целью инициативы, по формулировке одного из инициаторов, Ральфа Дарендорфа, было создание общеевропейского «рынка интеллекта». Проект организовывал встречи, семинары, однако прежде всего публиковал книги и журналы.
В 1994 году, на последнем этапе реализации проекта, организаторы решили составить сознательно произвольный список ста наиболее важных книг современности, оказавших большое влияние на интеллектуальную и общественную жизнь на Западе и при этом относительно неизвестных в Восточной Европе и России.
Изначальный вариант списка формировали Робер Кассен, Ральф Дарендорф, Тимоти Гартон-Эш, Майкл Игнатьев, Лешек Колаковский и Брайен Макгью. В ходе дискуссий с участием более широкого круга экспертов критерии списка были пересмотрены: из него исключили книги, опубликованные до Второй Мировой войны. Итоговый вариант был опубликован в октябре 1995 года в литературном приложении газеты The Times.
На русском языке список был опубликован в журналах «Рубежи» (№ 5 от 1996 года) и «Русский исторический журнал» (в 1999 году).

## Окончательный вариант списка

### Книги1940-х годов
1. Симона де Бовуар. Второй пол (Le Deuxième Sexe).
2. Марк Блок. Апология истории (Apologie pour l’Histoire ou Métier d’Historien).
3. Фернан Бродель. Средиземноморье и средиземноморский мир в эпоху Филиппа II (La Méditerranée et le monde méditerranéen à l'époque de Philippe II).
4. Джеймс Бёрнхэм. Революция управляющих (The Managerial Revolution).
5. Альбер Камю. Миф о Сизифе (Le Mythe de Sisyphe).
6. Альбер Камю. Посторонний (L’Etranger).
7. Робин Джордж Коллингвуд. Идея истории (The Idea of History).
8. Эрих Фромм. Бегство от свободы (Die Furcht vor der Freiheit).
9. Макс Хоркхаймер и Теодор Адорно. Диалектика Просвещения (Dialektik der Aufklaerung).
10. Карл Ясперс. Философская вера (Der philosophische Glaube).
11. Артур Кестлер. Слепящая тьма. Darkness at Noon.
12. Андре Мальро. Условие человеческого существования (La Condition humaine).
13. Франц Нейман. Бегемот: структура и практика национал-социализма (The structure and practice of National Socialism).
14. Джордж Оруэлл. Скотный двор (Animal Farm).
15. Джордж Оруэлл. 1984 (Nineteen Eighty-four).
16. Карл Поланьи. Великая трансформация (The Great Transformation).
17. Карл Поппер. Открытое общество и его враги (The Open Society and Its Enemies).
18. Пол Самуэльсон. Экономика: вводный анализ (Economics: An introductory analysis).
19. Жан-Поль Сартр. Экзистенциализм — это гуманизм (L’Existentialisme est un humanisme).
20. Йозеф Шумпетер. Капитализм, социализм и демократия (Capitalism, Socialism and Democracy).
21. Мартин Уайт. Политика держав (Power Politics).

### Книги1950-х годов
1. Ханна Арендт. Истоки тоталитаризма. (The Origins of Totalitarianism).
2. Раймон Арон. Опиум интеллектуалов (L’Opium des intellectuels).
3. Кеннет Эрроу. Социальный выбор и индивидуальные ценности (Social Choice and Individual Values).
4. Ролан Барт. Мифологии (Mythologies).
5. Уинстон Черчилль. Вторая мировая война (The Second World War).
6. Норман Кон. Погоня за тысячелетием (The Pursuit of the Millennium).
7. Милован Джилас. Новый класс: анализ коммунистической системы (The New Class: An analysis of the Communist system).
8. Мирча Элиаде. Образы и символы (Images et symboles).
9. Эрик Эриксон. Молодой Лютер. Психоаналитическое историческое  исследование (Young Man Luther: A study in psychoanalysis and history).
10. Люсьен Февр. Бои за историю. (Combats pour l’histoire).
11. Джон Кеннет Гэлбрейт. Общество изобилия. (The Affluent Society).
12. Ирвинг Гофман. Представление себя другим в повседневной жизни. (The Presentation of Self in Everyday Life).
13. Артур Кестлер и Ричард Кросман (ред.) Бог, который ошибся: шесть очерков о коммунизме (The God That Failed: Six studies in Communism).
14. Примо Леви. Человек ли это? (Se questo un uomo).
15. Клод Леви-Стросс. Печальные тропики (Tristes tropiques).
16. Чеслав Милош. Порабощенный разум (Zniewolony umysl).
17. Борис Пастернак. Доктор Живаго.
18. Дэвид Рисмен. Одинокая толпа (The Lonely Crowd).
19. Герберт Саймон. Модели человека: социальное и рациональное (Models of Man, Social and Rational).
20. Чарльз Перси Сноу. Две культуры и научная революция (The Two Cultures and the Scientific Revolution).
21. Лео Штраус.  Естественное право и история (Natural Right and History).
22. Джейкоб Л. Тальмон. Происхождение тоталитарной демократии (The Origins of Totalitarian Democracy).
23. А.Дж. П. Тейлор. Борьба за господство в Европе, 1848—1918. (The Struggle for Mastery in Europe, 1848—1918).
24. Арнольд Тойнби. Постижение истории (A Study of History).
25. Карл Виттфогель. Восточный деспотизм: сравнительное исследование тоталитарной власти (Oriental Despotism: A comparative study of total power).
26. Людвиг Витгенштейн. Философские исследования (Philosophische Untersuchungen).

### Книги1960-х годов
1. Ханна Арендт. Банальность зла: Эйхман в Иерусалиме (Eichmann in Jerusalem: A report on the banality of evil).
2. Дэниел Белл. Конец идеологии (The End of Ideology).
3. Исайя Берлин. Четыре эссе о свободе (Four Essays on Liberty).
4. Альбер Камю. Записные книжки  (Carnets).
5. Элиас Канетти. Масса и власть  (Masse und Macht).
6. Роберт Даль. Кто правит? Демократия и власть и американском городе ( Who Governs? Democracy and power in an American city).
7. Мэри Дуглас. Чистота и опасность (Purity and Danger).
8. Эрик Эриксон. Истина Махатмы Ганди: о происхождении воинствующего ненасилия (Gandhi’s Truth: On the origins of militant nonviolence).
9. Мишель Фуко. История безумия в классическую эпоху (Histoire de la folie à l'âge classique).
10. Милтон Фридман. Капитализм и свобода (Capitalism and Freedom).
11. Александр Гершенкрон. Экономическая отсталость в исторической перспективе (Economic Backwardness in Historical Perspective).
12. Антонио Грамши. Тюремные тетради (Quaderni del carcere).
13. Герберт Харт. Понятие права (The Concept of Law).
14. Фридрих фон Хайек. Основной закон свободы  (Die Verfassung der Freiheit).
15. Джейн Джекобс. Смерть и жизнь больших американских городов (The Death and Life of Great American Cities).
16. Карл Густав Юнг. Воспоминания, сновидения, размышления (Erinnerungen, Traeume, Gedanken).
17. Томас Кун. Структура научных революций (Structure of Scientific Revolutions).
18. Эммануэль Ле Руа Ладюри. Крестьяне Лангедока (Les Paysans de Languedoc).
19. Клод Леви-Стросс. Первобытное мышление (La Pensée sauvage).
20. Конрад Лоренц. Агрессия (Das sogenannte Boese).
21. Томас Шеллинг. Стратегия конфликта (The Strategy of Conflict).
22. Фриц Штерн. Политика культурного отчаяния (The Politics of Cultural Despair).
23. Эдвард П. Томпсон. Создание английского рабочего класса (The Making of the English Working Class).

### Книги1970-х годов
1. Дэниэл Белл. Культурные противоречия капитализма (The Cultural Contradictions of Capitalism).
2. Исайя Берлин. Русские мыслители (Russian Thinkers).
3. Рональд Дворкин. Принимая права всерьез (Taking Rights Seriously).
4. Клиффорд Гирц. Интерпретация культур (The Interpretation of Cultures).
5. Альберт Хиршман. Выход, голос и верность (Exit, Voice, and Loyalty).
6. Лешек Колаковский. Главные течения марксизма (Glowne nurty marksizmu).
7. Ханс Кюнг. Быть христианином (Christ Sein).
8. Роберт Нозик. Анархия, государство и утопия (Anarchy, State and Utopia).
9. Джон Роулз. Теория справедливости (A Theory of Justice).
10. Гершом Шолем. Мессианская идея в иудаизме и другие эссе по иудейской духовности (The Messianic Idea in Judaism, and other essays on Jewish spirituality).
11. Эрнст Фридрих Шумахер. Малое прекрасно (Small Is Beautiful).
12. Тибор де Скитовски. Безрадостная экономика (The Joyless Economy).
13. Квентин Скиннер. Основы современной политической мысли (The Foundations of Modern Political Thought).
14. Александр Солженицын. Архипелаг ГУЛАГ.
15. Кейт Томас. Религия и упадок магии (Religion and the Decline of Magic).

### Книги1980-х годови1990-х годов
1. Раймон Арон. Воспоминания (Memoires).
2. Питер Бергер. Капиталистическая революция: 50 тезисов о процветании, равенстве и свободе (The Capitalist Revolution: Fifty propositions about prosperity, equality and liberty).
3. Норберто Боббио. Будущее демократии  (Il futuro della democrazia).
4. Карл Дитрих Брахер. Тоталитарный опыт (Die totalitaere Erfahrung).
5. Джон Итуэлл, Мюррей Милгейт, Питер Ньюмен (ред.): Новый Полгрейв: словарь экономической теории (The New Palgrave: The World of Economics).
6. Эрнест Геллнер. Нации и национализм (Nations and Nationalism).
7. Вацлав Гавел. Жить по правде (Living in Truth).
8. Стивен Хокинг. Краткая история времени (A Brief History of Time).
9. Пол Кеннеди. Взлет и падение великих держав (The Rise and Fall of the Great Powers).
10. Милан Кундера. Книга смеха и забвения (The Book of Laughter and Forgetting).
11. Примо Леви. Утонувшие и спасенные (I sommersi e i salvati).
12. Роджер Пенроуз. Новый разум императора. О компьютерах, сознании  и законах физики (The Emperor’s New Mind: Concerning computers, minds, and the laws of physics).
13. Ричард Рорти. Философия и зеркало природы (Philosophy and the Mirror of Nature).
14. Амартия Сен. Ресурсы, ценности и развитие (Resources, Values and Development).
15. Майкл Уолцер. Сферы справедливости (Spheres of Justice).

## Не вошедшие в  список
Влиятельные книги, которые были в предварительном списке, но не вошли в окончательный вариант, поскольку были опубликованы до Второй мировой войны
1. Карл Барт. Кредо (Credo).
2. Марк Блок. Феодальное общество (La Société féodale).
3. Мартин Бубер. Я и ты (Ich und Du).
4. Норберт Элиас. О процессе цивилизации  (Uber den Prozess der Zivilisation).
5. Зигмунд Фрейд. Неудовлетворенность культурой  (Das Unbehagen in der Kultur)
6. Эли Галеви. Эра тирании: этюды о социализме и войне (L'Ère des tyrannies: Etudes sur le socialisme et la guerre).
7. Мартин Хайдеггер. Бытие и время (Sein und Zeit).
8. Йохан Хёйзинга. Осень Средневековья (Herfsttij der Middeleeuwen).
9. Олдос Хаксли. О дивный новый мир ( Brave New World).
10. Франц Кафка. Замок (Das Schloss).
11. Джон Мейнард Кейнс. Экономические последствия мира (The Economic Consequences of the Peace).
12. Джон Мейнард Кейнс. Общая теория занятости, процента и денег (The General Theory of Employment, Interest and Money).
13. Льюис Нэймьер. Структура политики во времена восшествия на престол Георга III (The Structure of Politics at the Accession of George III).
14. Хосе Ортега-и-Гассет. Восстание масс (La Rebelion de las masas).
15. Карл Поппер. Логика научного исследования (Logik der Forschung).
16. Людвиг Витгенштейн. Логико-философский трактат (Logisch-Philosophische Abhandlung).